# Hr.Ms. De Zeven Provinciën (1953)
Hr.Ms. De Zeven Provinciën (C802) was een Nederlandse lichte kruiser van de De Zeven Provinciënklasse die samen met het zusterschip Hr.Ms. De Ruyter voor de Tweede Wereldoorlog op stapel waren gezet, ter vervanging van de Java en Sumatra als onderdeel van het vlootplan Dekkers. Het was de laatste kruiser die dienstdeed in de Nederlandse marine; in 1975 werd zij uit dienst genomen.

## Specificaties
Na de bevrijding van Nederland werden er door de marinestaf nieuwe eisen opgesteld waar het schip aan diende te voldoen. Het oorspronkelijke ontwerp was een opgeschaalde De Ruyter die tijdens de oorlog tot zinken was gebracht. Het nieuwe ontwerp hield rekening met lessen die tijdens de oorlog waren geleerd.
Na de oorlog werd het schip afgebouwd met een bewapening die bestond uit acht 152mm-kanonnen, acht 57mm-kanonnen en acht 40mm-kanonnen. Het schip was 187,3 meter lang, 17,25 meter breed en had een diepgang van 5,64 meter. De waterverplaatsing bedroeg 9725 ton standaard en 11.930 ton volgeladen. De motoren van het schip leverden 82.500 pk waarmee een snelheid van 32 knopen gehaald kon worden. Het schip werd bemand door 973 man.

## Diensthistorie
Reeds op 19 mei 1939 werd de kiel van het schip gelegd onder de voorlopige naam Kijkduin op de werf van de Rotterdamsche Droogdok Maatschappij. Door het uitbreken van de Tweede Wereldoorlog komt de bouw tot een halt. Na de oorlog in 1946 wordt de bouw van schip hervat onder de naam De Eendracht. Het schip werd volgens een nieuw ontwerp afgebouwd dat rekening hield met lessen die tijdens de oorlog waren geleerd. In 1947 wordt het schip opnieuw hernoemd als De Ruyter.
Bij de tewaterlating op 22 augustus 1950 krijgt het schip zijn definitieve naam De Zeven Provinciën. Dit gebeurt op verzoek van Wilton-Fijenoord. Het schip werd gedoopt door koningin Juliana.
Pas op 17 december 1953 wordt De Zeven Provinciën in dienst genomen.
Op 14 juli 1956 vertrekt De Zeven Provinciën en de onderzeebootjagers Friesland en Zeeland vanuit Den Helder voor vlagvertoon naar Leningrad en Stockholm. 20 juli komt men bij Leningrad aan, waar men begeleid wordt door vier patrouillevaartuigen en een Russische jager.
Van 15 tot 24 maart 1957 nam de kruiser deel aan gezamenlijke oefeningen met Canadese en Amerikaanse vlooteenheden bij Puerto Rico en bezocht ook de Antillen en Venezuela.
Van 2 tot 7 juli in 1957 is het schip aanwezig bij de vlootdagen gehouden te Vlissingen. Andere aanwezige schepen waren onder andere de onderzeeboot O 21, de onderzeebootjager Noord Brabant en het Britse fregat HMS Russell. De vlootdagen werden gehouden ter gelegenheid van Michiel de Ruyters 350ste geboortedag.
Op 28 oktober 1958 brengt het schip een officieel bezoek aan Kopenhagen. Men is hier vanwege de herdenking van de slag in de Sont driehonderd jaar geleden.
Op 6 juli 1961 vindt voor de kust van Scheveningen een vlootschouw plaats ter gelegenheid van de terugkomst na de Vierdaagse Zeeslag. Aanwezig zijn dertig marineschepen waaronder de De Zeven Provinciën, het vliegdekschip Karel Doorman en dertig vliegtuigen van de Marine Luchtvaartdienst. Hierbij brengt de vloot een saluut koningin Juliana en Prins Bernhard.
Als eerste Nederlandse schip wordt De Zeven Provinciën in 1962 uitgerust met een Terrier-geleidewapensysteem.
Op 7 september 1964 begint het schip aan zijn eerste reis als geleidewapen kruiser naar Dakar nadat men in augustus al proefvaarten had gemaakt. Vanuit Dakar vaart men terug naar Den Helder.
30 maart 1965 vertrekt De Zeven Provinciën voor proefvaart naar Norfolk, Virginia vervolgens Florida en Rio de Janeiro om op 28 juni 1965 terug te zijn in Den Helder.
Tijdens de manifestaties voor de viering van het 400-jarig bestaan van de stad Rio de Janeiro werden de aanwezige oorlogsbodems gepavoiseerd en met vele lampjes langs het schip verlicht en won ter plaatse de tweede prijs als tweede mooiste schip in de haven en rede van Rio. De Portugese driemaster werd nummer één.
5 februari 1973 vertrekt De Zeven Provinciën en de onderzeebootjagers Amsterdam, Drenthe en Holland vanuit Den Helder voor een vlagvertoon naar Amerika. Later voegt het Britse fregat HMS Minerva zich bij het eskader. Het schip escorteerde prins Charles. 29 maart 1973 keert men terug in Den Helder.

## Commandanten
| Naam                            | Rang  | Periode                   |
| ------------------------------- | ----- | ------------------------- |
| G.M.B. van Erkel                | KTZ   | 17-12-1953 tot 29-06-1954 |
| R.M. Crommelin                  | KLTZ  | 29-06-1954 tot 24-03-1955 |
| G.B. Fortuyn                    | KTZ   | 24-03-1955 tot 03-05-1956 |
| A.N. Baron de Vos van Steenwijk | KTZ   | 03-05-1956 tot 15-04-1957 |
| G.J. Platerink                  | KTZ   | 15-04-1957 tot 29-11-1957 |
| M.J. Vos                        | KTZ   | 29-11-1957 tot 03-09-1958 |
| P. Cool                         | KTZ   | 03-09-1958 tot 11-12-1958 |
| W.P. Jansen                     | KLTZ  | 11-12-1958 tot 27-11-1959 |
| J. Toeset                       | KLTZ  | 27-11-1959 tot 29-03-1960 |
| A.J. Bos                        | KLTZ  | 23-09-1960 tot 28-10-1960 |
| A.E.J. Modderman                | KTZ   | 28-10-1960 tot 07-04-1961 |
| H.M. van der Wall Bake          | KTZ   | 07-04-1961 tot 12-01-1962 |
| W.C.M. de Jonge van Ellemeet    | KTZ   | 12-01-1962 tot 17-04-1962 |
| A. van Noortwijk                | KLTZ  | 17-04-1962 tot 29-11-1963 |
| A. van der Moer                 | KTZ   | 29-11-1963 tot 02-07-1965 |
| W.A. de Looze                   | KTZ   | 02-07-1965 tot 09-12-1966 |
| G. Zeiler                       | KTZ   | 09-12-1966 tot 28-06-1968 |
| H.H. van Weelde                 | KTZ   | 28-06-1968 tot 06-01-1970 |
| F.H. Heckman                    | KTZ   | 06-01-1970 tot 20-01-1971 |
| D. Teer                         | KTZ   | 20-01-1971 tot 02-04-1971 |
| J.J. Koster                     | LTZ 1 | 02-04-1971 tot 21-04-1972 |
| A.P.E.J.J. Besnard              | KTZ   | 21-04-1972 tot 19-04-1973 |
| H.E. Rambonnet                  | KTZ   | 19-04-1973 tot 31-05-1974 |
| W. Gronggrijp                   | KTZ   | 31-05-1974 tot 17-10-1975 |
| C.L. Dekking                    | KLTZ  | 17-10-1975 tot 25-06-1976 |
| W. van der Heide                | LTZ 1 | 25-06-1976 tot 20-07-1976 |
| J.N. Meijer                     | KLTZ  | 20-07-1976 tot 03-03-1978 |

### Verkoop aan Peru
In oktober 1975 werd het schip uit dienst genomen en op 17 augustus 1976 verkocht aan Peru. Daarmee was de laatste kruiser uit de Nederlandse marine verdwenen. In Peru werd het schip omgedoopt tot BAP Almirante Aguirre. Het schip zou nog tot 1999 in de Peruaanse marine dienen.